# Canaletto
Canaletto, pseudonimo di Giovanni Antonio Canal (Venezia, 17 o 18 ottobre 1697 – Venezia, 19 aprile 1768), è stato un pittore e incisore italiano, cittadino della Repubblica di Venezia, noto soprattutto come vedutista.

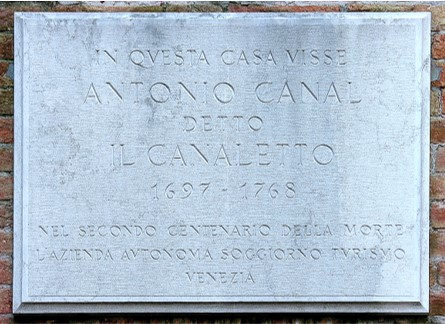

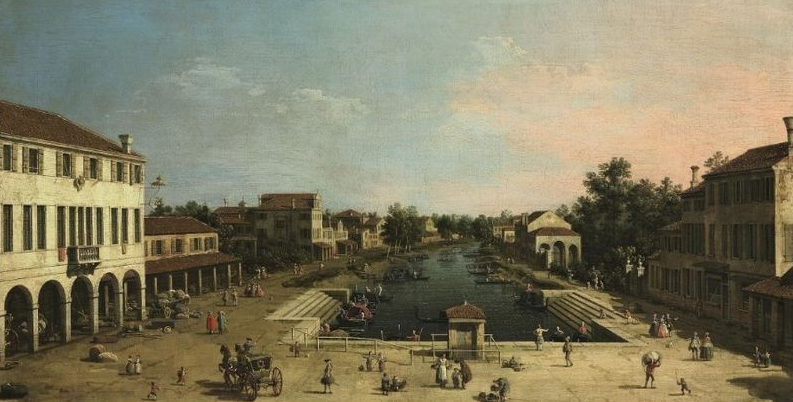
"Mestre alle Barche" di Canaletto, 1750

Oltre a unire nella rappresentazione topografica architettura e natura, i suoi dipinti sono il risultato di un'attenta resa atmosferica, della scelta di precise condizioni di luce per ogni particolare momento della giornata e di un'indagine condotta con criteri di scientifica oggettività, realizzati nel periodo della più ampia diffusione delle idee razionalistiche dell'Illuminismo. Insistendo sul valore matematico della prospettiva, per dipingere le sue opere l'artista si avvaleva talvolta della camera ottica.

## Biografia

### Nascita e formazione

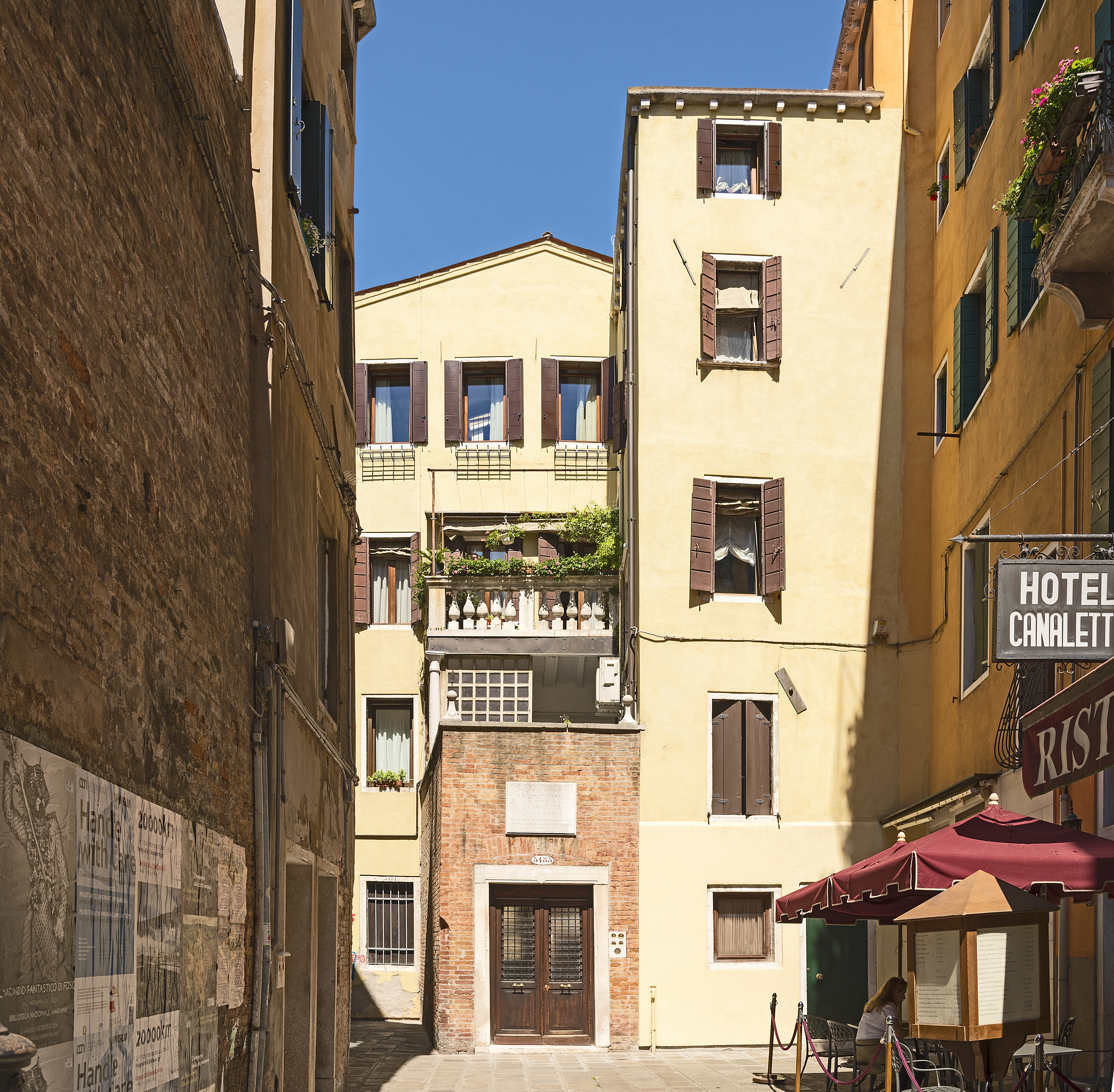
Casa natale di Canaletto, Calle de la Malvasia a Castello, Venezia

Giovanni Antonio Canal Nacque a Venezia da Bernardo quondam Cesare Canal e Artemisia Barbieri. Esisteva una famiglia Canal ascritta al patriziato, ma quasi certamente non aveva legami con quella di Giovanni Antonio che comunque era benestante. Il soprannome "Canaletto" gli fu dato forse per distinguerlo dal padre, anch'egli pittore (di scenografie teatrali), o forse per la bassa statura.
Fu proprio dal padre che il giovane venne avviato alla pittura. Così come il padre, anche il fratello maggiore, Cristoforo, dipingeva i fondali per il teatro. Antonio cominciò a collaborare con loro e nel 1716 ricevette le prime commissioni: i fondali per alcune opere di Antonio Vivaldi. Tra il 1718 e il 1720, insieme a Bernardo e a Cristoforo, si trasferì a Roma per realizzare le scene di due drammi teatrali di Alessandro Scarlatti.
Il viaggio a Roma fu decisivo, in quanto proprio a Roma ebbe i primi contatti con i pittori vedutisti. In particolare, i suoi modelli di riferimento erano tre importanti artisti che si cimentarono con il genere della veduta: Viviano Codazzi, che Antonio non poté conoscere da vivo in quanto scomparso nel 1670, Giovanni Paolo Pannini, famoso per le sue vedute fantastiche, molte delle quali ispirate alle antichità romane, e Caspar van Wittel, olandese, considerato tra i padri del vedutismo.
Non è possibile attribuire un peso più o meno importante a ognuno dei tre; certo è che il giovane Canal trasse notevoli spunti e suggestioni dalle loro opere e nel frattempo continuò a perfezionare la sua tecnica. Agli anni del soggiorno a Roma risalgono le prime opere a lui attribuite (benché non ci sia grande certezza): la Santa Maria d'Aracoeli e il Campidoglio e il Tempio di Antonino e Faustina, in cui stava appena iniziando a prendere dimestichezza con il genere della veduta, come si vede dalla non impeccabile resa prospettica.

### Le prime importanti committenze a Venezia

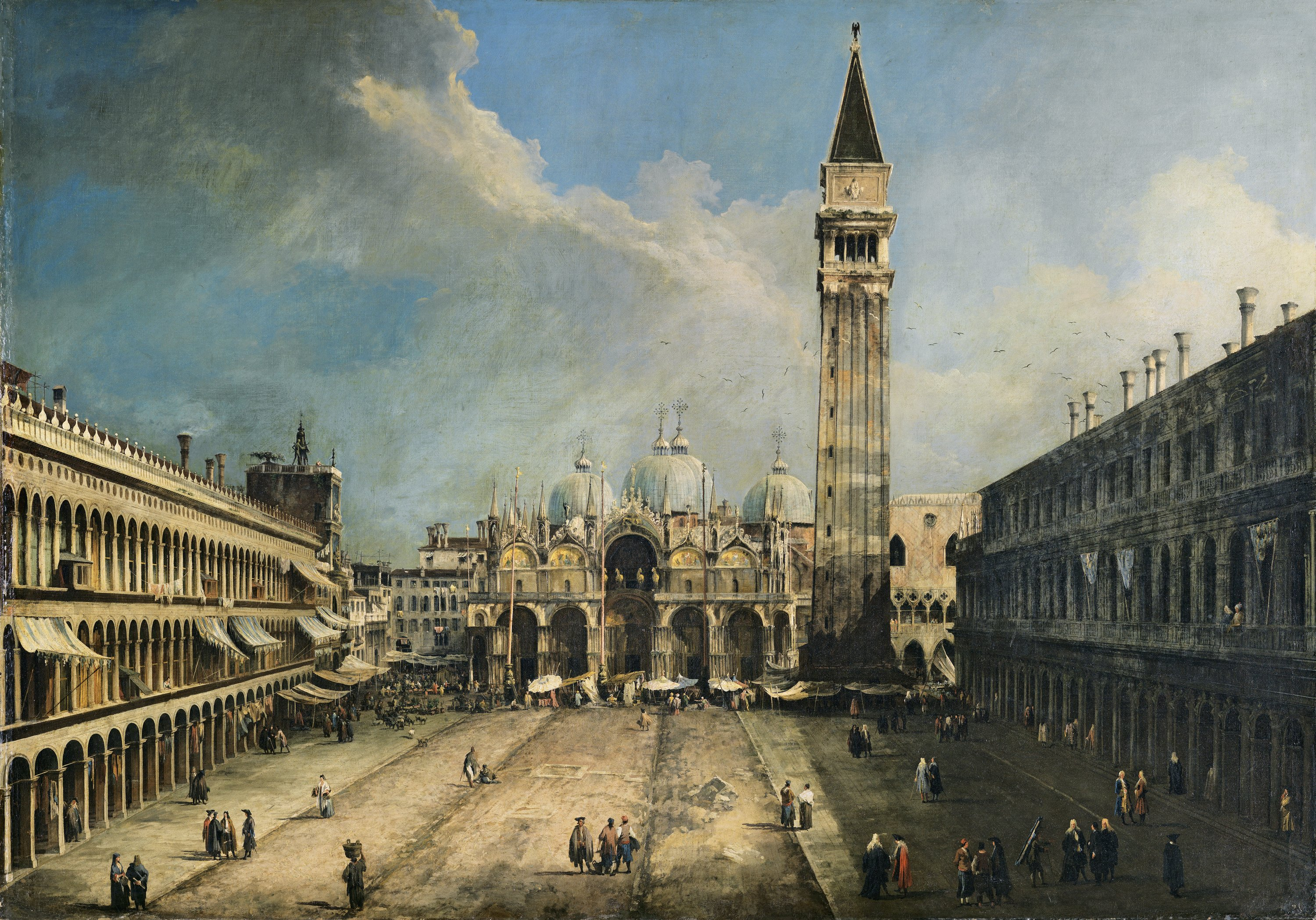
Piazza San Marco (1723 circa, Madrid, Museo Thyssen-Bornemisza)

Tornato nella città natale, il Canaletto strinse contatti con i vedutisti veneziani, tra i quali spiccavano i nomi di Luca Carlevarijs e di Marco Ricci, e si dedicò a tempo pieno alla pittura di vedute. Ai primi anni venti del Settecento risalgono quattro importanti opere che entrarono a far parte delle collezioni dei reali del Liechtenstein: il Canal Grande verso il ponte di Rialto, giocato sui contrasti tra luce e ombra, il Bacino di San Marco dalla Giudecca, una Piazza San Marco che rappresenta una delle prime realizzazioni della famosa piazza che sarà poi uno dei soggetti preferiti di Canaletto, e il Rio dei Mendicanti, interessante in quanto raffigura un rione popolare, nel quale viveva un suo parente, Gaspare di Francesco da Canal, che sposò nel 1709 Anzola del Pio Loco della Pietà, un'allieva di Antonio Vivaldi. Del 1723 sono le prime due opere firmate e la cui data è certa: due Capricci, ossia raffigurazioni di elementi tratti dalla realtà insieme a elementi di fantasia, ambedue conservati in collezioni private.

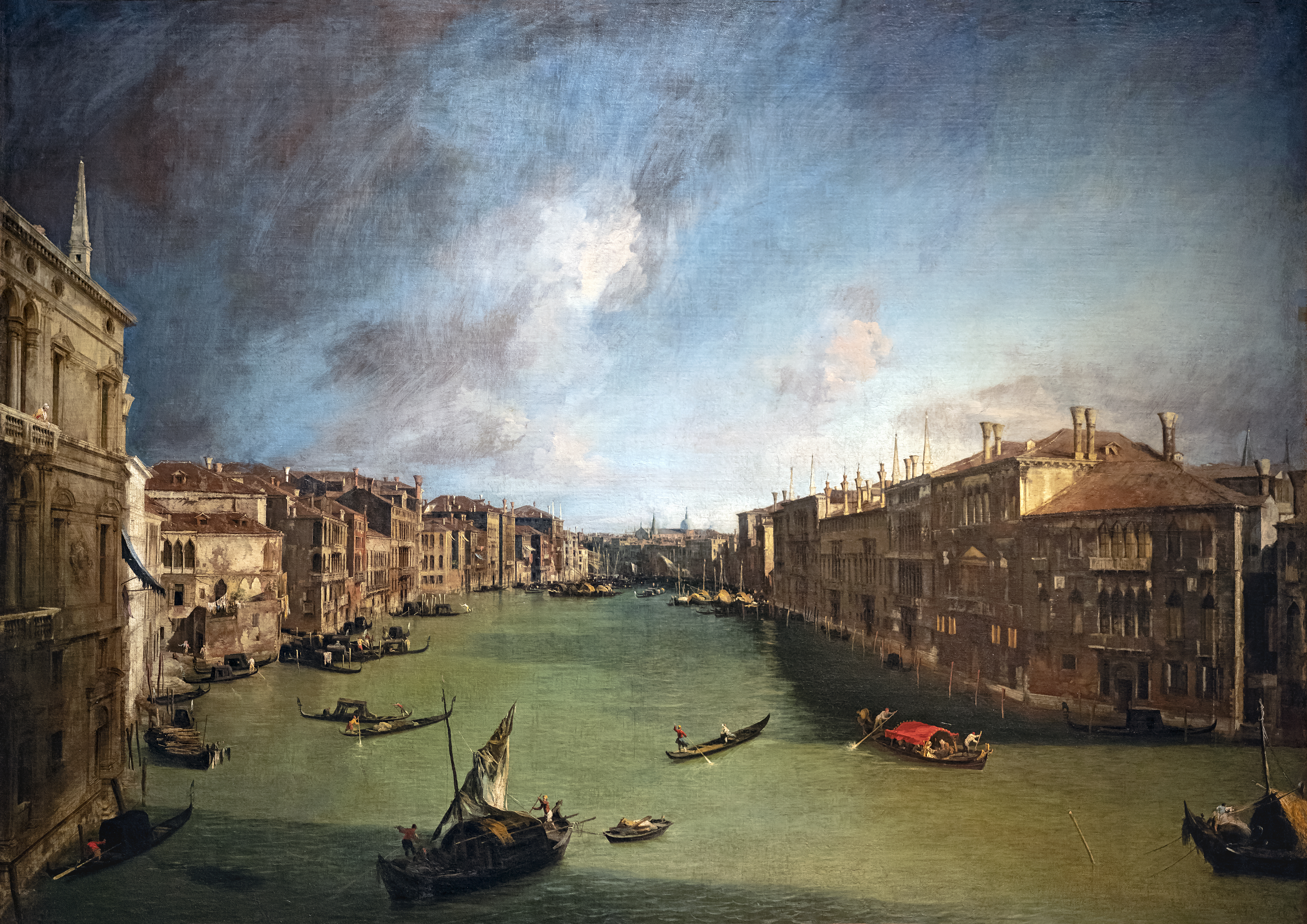
Il canal Grande da Palazzo Balbi a Rialto (c. 1722). Venezia, Museo del Settecento Veneziano.

Grazie alla sua notevole abilità e alla sua tecnica che nel giro di pochi anni aveva fatto grandi progressi, il Canaletto riuscì in breve tempo a diventare uno dei pittori più affermati di Venezia, e nel corso della seconda metà degli anni venti le committenze crebbero. Uno dei primi importanti committenti fu il mercante lucchese Stefano Conti, che attraverso la mediazione del pittore Alessandro Marchesini fece realizzare al Canaletto quattro opere, tra le quali una veduta di Campo Santi Giovanni e Paolo. Al 1727 risale la prima composizione a carattere celebrativo, il Ricevimento dell'ambasciatore francese a Palazzo Ducale, conservata all'Ermitage di San Pietroburgo: è la prima di una lunga serie di opere che, descrivendo le feste della Repubblica di Venezia, riescono a dare un'immagine del lusso e dello splendore delle celebrazioni della Serenissima.

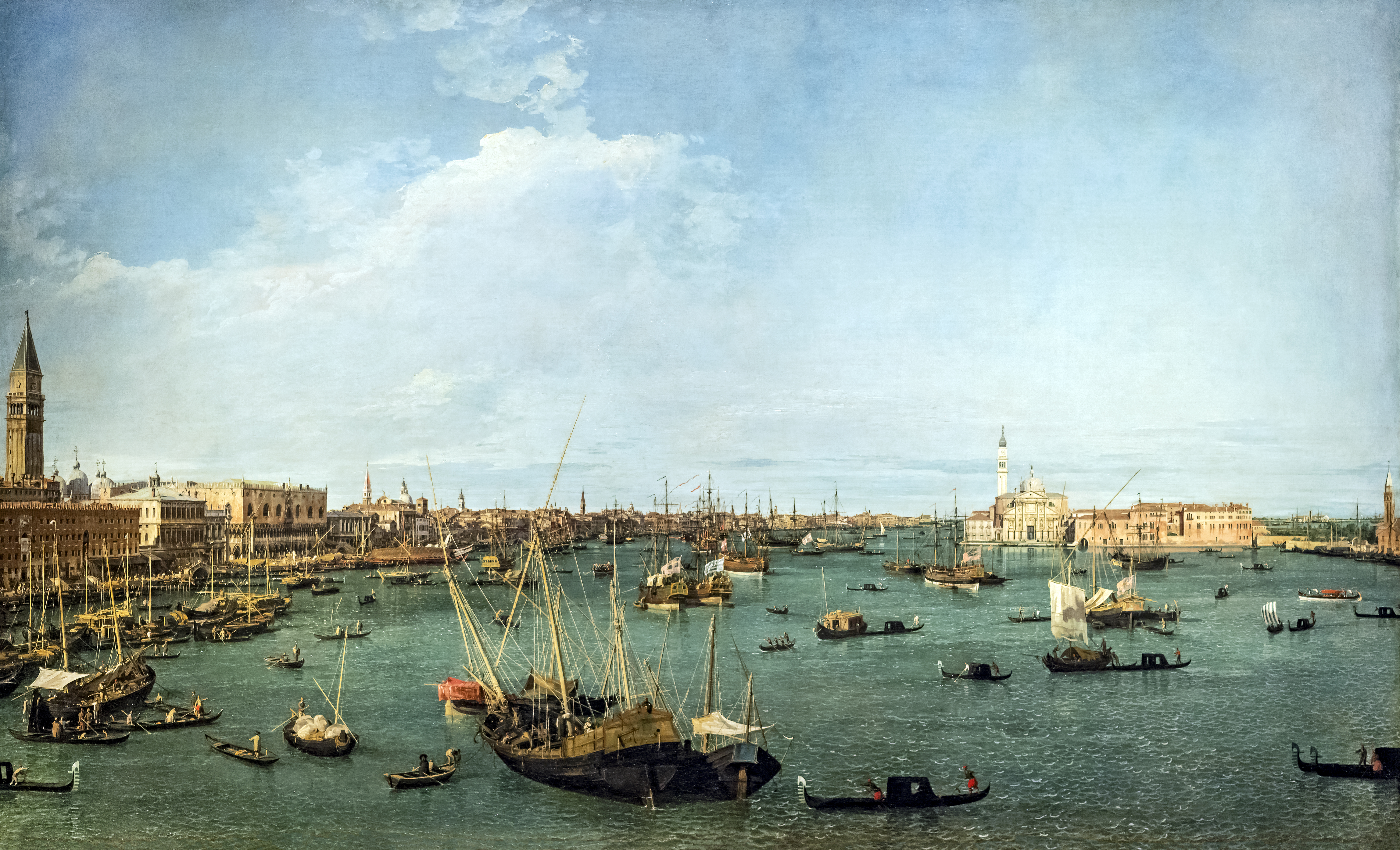
Il Bacino di San Marco verso est (1730 circa, Boston, Museum of Fine Arts)

Un altro importante cliente di Canaletto in questi anni fu il feldmaresciallo Johann Matthias von der Schulenburg, che prestò servizio per la Repubblica di Venezia e ne riformò l'esercito. Appassionato di arte, nella sua residenza di Ca' Loredan sulle rive del Canal Grande raccolse un'importante collezione, nella quale figuravano opere di artisti come Raffaello, Correggio, Giorgione, Giulio Romano e altri. Tra le opere commissionate da Schulenburg a Giovanni Antonio Canal una veduta di Corfù, che celebra la vittoria ottenuta dal tedesco nell'isola greca contro gli Ottomani, e una Riva degli Schiavoni, conservata al Sir John Soane's Museum di Londra.
Molte opere realizzate dal Canaletto durante la prima fase della sua carriera, al contrario delle abitudini del tempo, furono dipinte "dal vero" (piuttosto che da abbozzi e da studi presi sul luogo per poi essere rielaborati nello studio dell'artista). Per alcune delle sue opere tarde tornò a questa abitudine, suggerita dalla tendenza per le figure distanti a essere dipinte come macchie di colore: un effetto prodotto dall'uso della camera oscura, che confonde gli oggetti distanti. I dipinti di Canaletto comunque si distinguono sempre per la loro grande accuratezza.

### L'incontro con Joseph Smith
Acquisita una notevole fama, il Canaletto cominciò a essere notato dagli inglesi: durante il Settecento Venezia era molto frequentata dai giovani dell'aristocrazia britannica che svolgevano il loro Grand Tour, del quale la città lagunare era una delle tappe preferite. I primi contatti con i committenti inglesi si devono all'appoggio di Owen McSwiny, impresario teatrale e mercante d'arte irlandese. Oltre alle vedute, sul finire degli anni venti il Canaletto cominciò a cimentarsi con il genere delle rappresentazioni celebrative, tra le quali spicca uno dei suoi capolavori più famosi, Il Bucintoro al Molo il giorno dell'Ascensione, datato 1729, conservato a Barnard Castle, in Inghilterra. L'opera raffigura quella che era forse la festa maggiormente sentita dai veneziani, e cioè lo sposalizio del mare, che si teneva ogni anno il giorno dell'Ascensione. Nel dipinto l'artista raffigura il ritorno del Bucintoro verso Palazzo Ducale con la grande nave da parata attorniata dalle imbarcazioni del corteo. I dipinti celebrativi di Canaletto sono assai spettacolari e offrono una tangibile testimonianza dello splendore delle celebrazioni della Serenissima, che continuava a cullarsi sui suoi fasti nonostante si stesse avviando verso un declino irreversibile, che si sarebbe concluso nel 1797 con la fine della millenaria indipendenza della Repubblica.

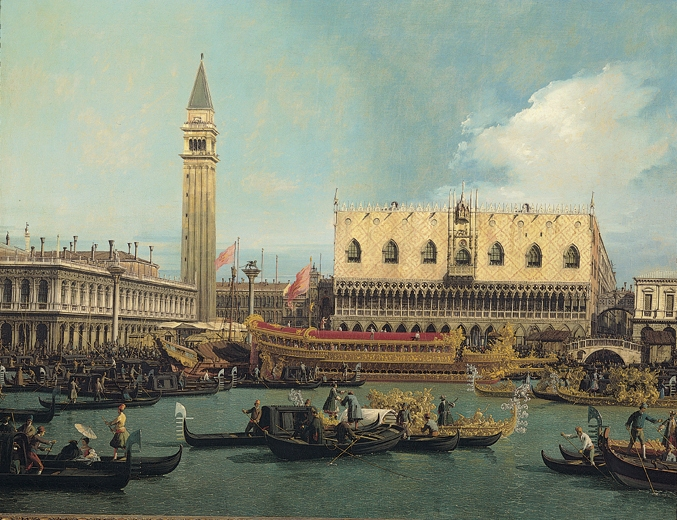
Il Bucintoro al Molo il giorno dell'Ascensione (1740 circa, Torino, Pinacoteca Giovanni e Marella Agnelli)

Nel frattempo Giovanni Antonio Canal entrò in contatto con Joseph Smith, personaggio rivelatosi poi decisivo per la carriera dell'artista. Ricchissimo collezionista d'arte e poi console britannico a Venezia tra il 1744 e il 1760, Smith divenne il principale intermediario tra il Canaletto e i collezionisti inglesi. Inizialmente questi fu cliente, uno tra i più facoltosi, e quindi durante i primi anni del loro rapporto il Canaletto realizzò anche per lui alcune opere, come la Regata sul Canal Grande e un suggestivo Interno di San Marco di notte (uno dei pochi dipinti notturni della produzione dell'artista): sono due opere celebrative, risalenti ai primi anni trenta e conservate nelle collezioni dei reali d'Inghilterra. Successivamente Smith svolse il ruolo di mecenate e di intermediario con la ricca clientela inglese, anche per facilitare i rapporti con essa, visto che, secondo le fonti dell'epoca, il Canaletto non aveva un carattere particolarmente affabile. L'attività di Joseph Smith raggiunse il culmine nella seconda metà degli anni trenta: importanti nobili come il conte di Fitzwilliam, il duca di Bedford, il duca di Leeds e il conte di Carlisle iniziarono a richiedere i quadri di Canaletto.
A questo periodo risalgono importanti quadri come Il doge alla festa di san Rocco, altra opera dal carattere celebrativo, conservata alla National Gallery di Londra, e un'altra veduta di piazza San Marco, conservata a Cambridge negli Stati Uniti, interessante perché permette un confronto diretto con la veduta che apparteneva ai reali del Liechtenstein e rivela così i progressi fatti dal Canaletto in circa dieci anni. Altre opere realizzate per i committenti inglesi sono la Riva degli Schiavoni verso est, risalente al 1738-40 circa e conservata nei musei del Castello Sforzesco di Milano, una veduta di Piazza San Marco verso sud-est, conservata a Washington e una veduta dell'angolo nord-est della principale piazza di Venezia, conservata a Ottawa.

### Il trasferimento in Inghilterra

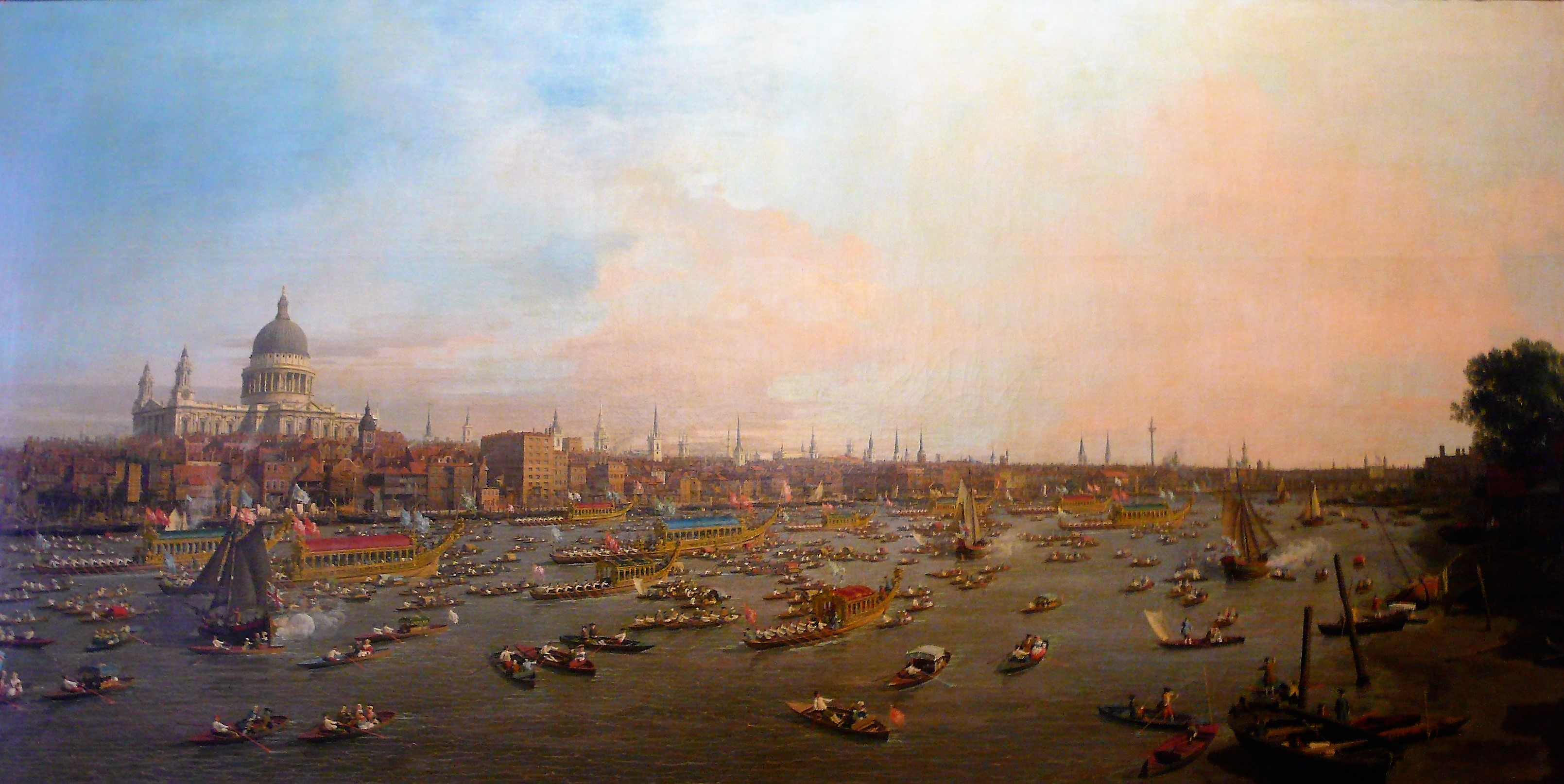
Il Tamigi con la Cattedrale di St. Paul il giorno di Lord Mayor (1746, Praga, Collezione Lobkowicz)

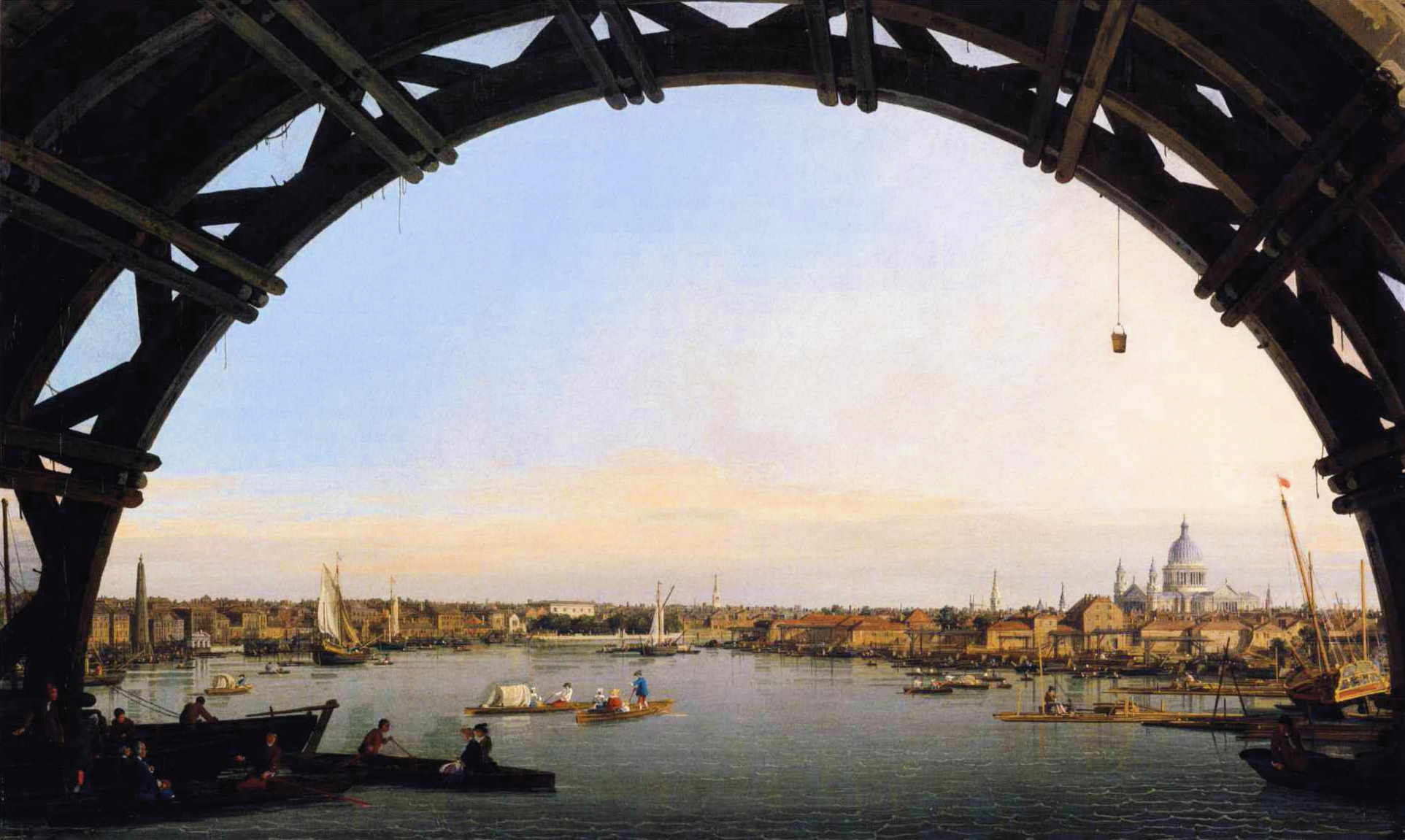
Veduta del Tamigi e della City da un arco di Westminster Bridge (1747, collezione privata)

Verso il 1740, quando la guerra di successione austriaca (1741-1748) portò a un forte decremento dei visitatori britannici a Venezia, il mercato di Canaletto si ridusse drasticamente. Smith non riusciva più a garantirgli l'elevato numero dei clienti di un tempo, anche perché ormai tutti i più importanti committenti inglesi che frequentavano Venezia avevano acquistato parecchie sue opere. Perciò nel 1746 Canaletto stesso decise di trasferirsi a Londra: nella lettera al suo primo "agente", Owen McSwiny, lo prega di introdurlo presso il duca di Richmond, che tra l'altro era già stato cliente di Canaletto durante gli anni venti.

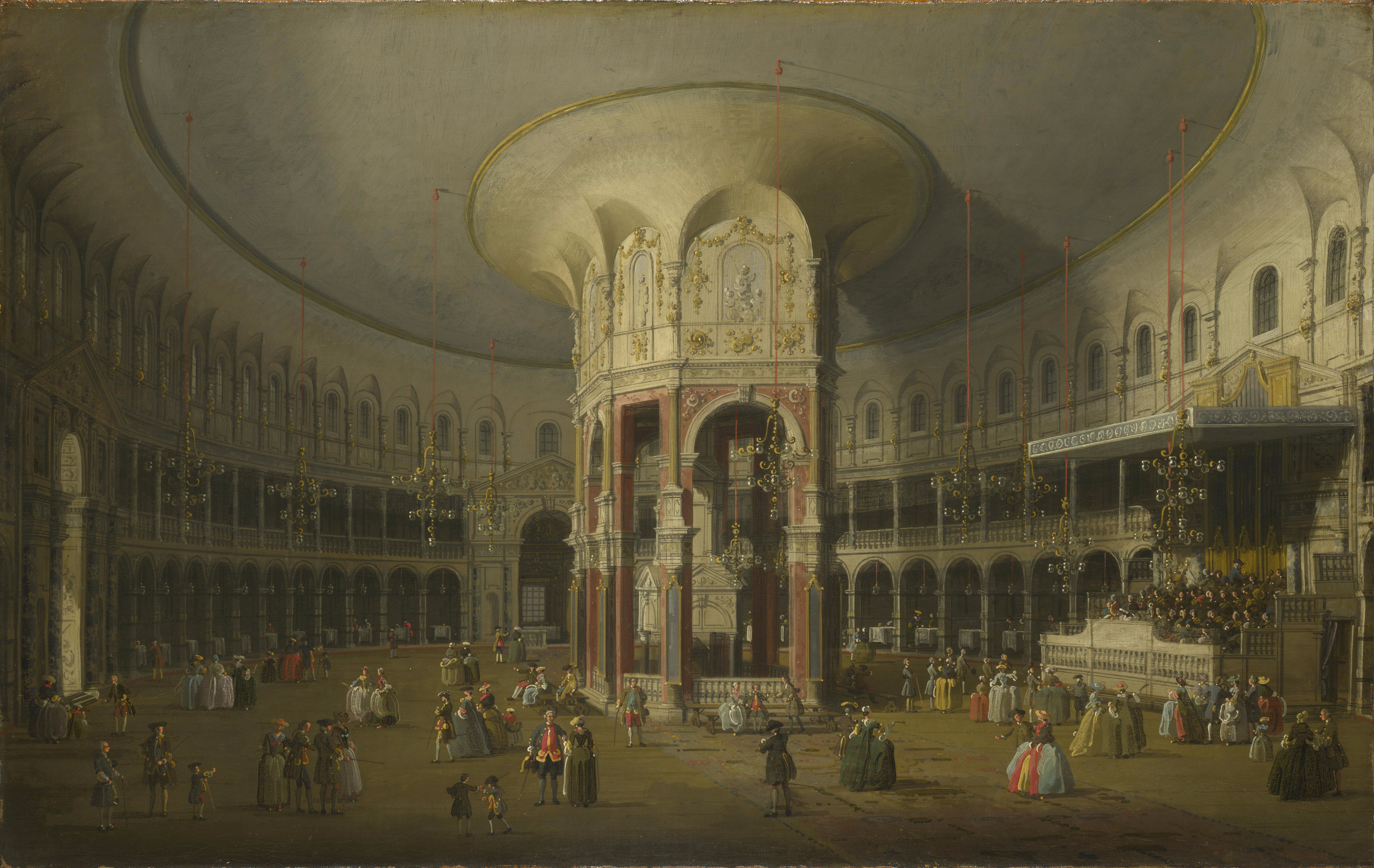
La rotonda di Ranelagh (1754, Londra, National Gallery)

Canaletto cominciò quindi a creare rapporti diretti con i nuovi clienti, tra i quali il principe boemo Johann Georg Christian von Lobkowitz e il nobile inglese Hugh Percy, futuro duca di Northumberland. Accolto con iniziale diffidenza, riuscì a ricevere comunque diverse commissioni da parte dell'aristocrazia inglese. Tra le opere di questi anni Il Parco di Badminton da Badminton House del 1748, realizzato per Charles Somerset, quarto duca di Beaufort.
Si tratta di un dipinto interessante perché mostra un Canaletto diverso: se infatti l'artista era abituato a dipingere gli scorci urbani di una Venezia ricca di edifici e piena di persone indaffarate, in Inghilterra cominciò a raffigurare i tipici paesaggi calmi e privi di architetture complesse della brughiera inglese. Esemplificativi in tal senso sono anche alcuni dipinti come Il castello di Warwick, realizzato per Francis Greville Brooke, futuro duca di Warwick, e alcune vedute del Tamigi, nelle quali il pittore poteva utilizzare gli artifici di cui si serviva per raffigurare i canali e i bacini di Venezia.
Interessante è anche un dipinto a scopo celebrativo conservato presso l'Abbazia di Westminster che raffigura l'abbazia stessa con la processione dei cavalieri dell'Ordine del Bagno, in cui Canaletto si servì della sua esperienza maturata nel dipingere le lussuose feste della Repubblica di Venezia. Dopo aver interrotto il soggiorno inglese una prima volta nel 1750 e una seconda nel 1753, il pittore fece ritorno a Londra e strinse rapporti con Thomas Hollis, uno dei più importanti committenti del periodo inglese, per cui dipinse il Ponte di Walton e L'interno della rotonda di Ranelagh, quest'ultimo uno dei rari interni realizzati dal pittore.

### Il ritorno a Venezia e gli ultimi anni
Il Canaletto tornò definitivamente nella città natale tra il 1756 e il 1757. Le ultime committenze prestigiose sono quelle del mercante tedesco Sigismund Streit e quelle per le "Solennità dogali". Per il primo, un committente molto esigente, l'artista realizzò alcuni dipinti, tra i quali due suggestivi notturni: la Veglia notturna a San Pietro di Castello e la Veglia notturna all'arzere di Santa Marta, entrambi conservati alla Gemäldegalerie di Berlino e risalenti a un periodo collocabile tra il 1758 e il 1763. Sono tra i pochi notturni prodotti da Giovanni Antonio Canal e raffigurano i momenti salienti di due importanti celebrazioni: la gente festosa sulle imbarcazioni e sulle rive illuminata soltanto dalla luce soffusa della luna. Per le Solennità dogali realizzò un ciclo di disegni completato nel 1766.

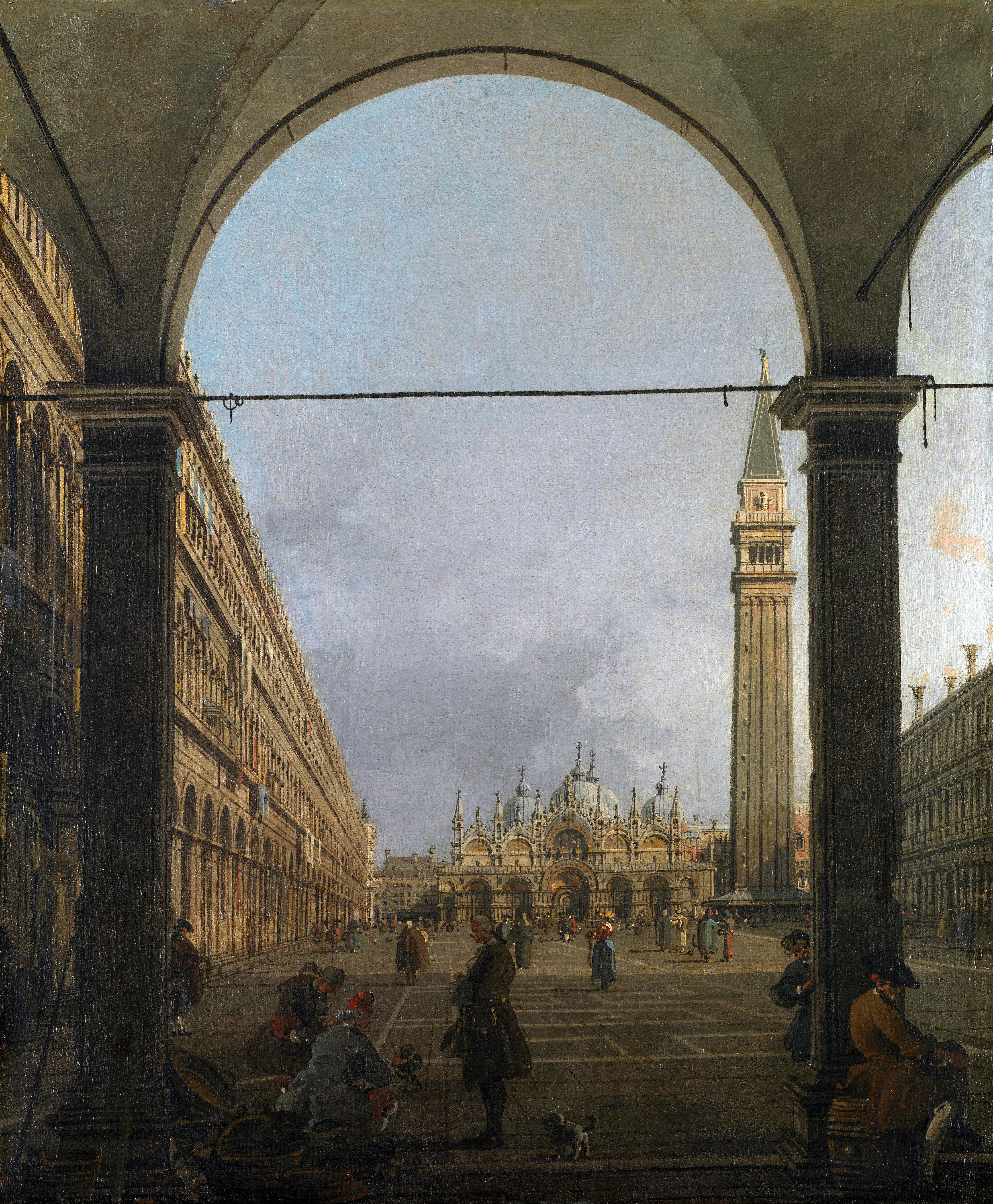
Piazza San Marco verso est dall'angolo di nord-ovest (1760 circa, Londra, National Gallery)

Durante l'ultima fase della sua carriera il Canaletto approfondì il tema del "capriccio", già affrontato in gioventù. Importante in questo senso è il celeberrimo Capriccio palladiano, conservato presso la Galleria nazionale di Parma e risalente a un periodo compreso tra il 1756 e il 1759: si tratta di una veduta del quartiere di Rialto con il ponte raffigurato secondo il progetto (mai realizzato) di Andrea Palladio e con la Basilica Palladiana di Vicenza. L'opera coniuga elementi reali (il quartiere di Rialto) ed elementi altrettanto reali ma collocati altrove (la basilica di Vicenza) e a elementi di fantasia (il ponte di Rialto secondo il progetto palladiano), e in più è interessante perché permette di vedere come sarebbe stato il quartiere di Rialto se fosse stato scelto il progetto di Andrea Palladio piuttosto che quello di Antonio da Ponte.
Nel 1763 Giovanni Antonio Canal fu nominato socio della "Veneta academia di pittura, scultura e architettura" (nata nel 1750). Da questo momento in avanti non si hanno più notizie sicure sulla sua attività; è probabile che avesse continuato a dipingere fino alla sua scomparsa, avvenuta il 19 aprile del 1768 dopo “lungo compassionevole male” – annota il Gradenigo nei Notatori – nella sua casa di Corte della Perina, tuttora esistente. Durante la malattia fu circondato dall'affetto dei famigliari e venne sepolto nella chiesa di San Lio; a Venezia la tradizione vuole che la sua tomba si trovi sotto il pavimento della quattrocentesca cappella Gussoni, nella chiesa di San Lio.
Nel frattempo Joseph Smith vendette gran parte della sua collezione al re Giorgio III, che ebbe così modo di creare la base per la grande collezione di dipinti di Canaletto di proprietà della Royal Collection. Molti quadri dell'artista sono presenti in altre collezioni britanniche, tra cui la Wallace Collection di Londra; una ventina di opere si trova nella sala da pranzo della Woburn Abbey, nel Bedfordshire.
Suo nipote Bernardo Bellotto, anch'egli pittore, utilizzò su suo suggerimento lo pseudonimo Canaletto per i dipinti destinati ai paesi tedeschi e alla Polonia.

## L'attività grafica
L’esame della vicenda stilistica del Canaletto non può assolutamente prescindere dalla sua cospicua produzione grafica sia in forma di disegno sia in quella di incisione.
Per quanto attiene ai disegni, il maestro ha lasciato un corpus raggruppabile in due tipi fondamentali: schizzi sommari e disegni ‘finiti’.
Un importante insieme di schizzi, eseguiti dal vero (a volte con l’ausilio della camera oscura), spesso accompagnati da annotazioni relative ai colori o alla topografia dei luoghi, si trova raccolto in una sorta di quaderno di appunti che servì al Canaletto per realizzare alcuni dipinti della serie di Windsor, del duca di Bedford a Woburn Abbey. 
Relativamente al secondo tipo, cioè i disegni ‘finiti’, il corpus più consistente appartiene al Windsor Castle: si tratta di un insieme di disegni per la maggior parte derivati da suoi dipinti, ma anche realizzati seguendo altre ispirazioni. 
La tecnica grafica del maestro risulta abbastanza uniforme e semplice: per gli schizzi dal vero, l’uso prevalente è quello della matita nera che il Canaletto provvedeva, poi, a ripassare a penna d’oca o metallica, raro è il ricorso all’acquerello. Gli inchiostri si presentano oggi color seppia, forse per l’alterazione dovuta all’ossidazione, più raramente il segno si è mantenuto nero. Risulta che talora il maestro si servisse del tirarighe e del compasso, oltre che di un suo accorgimento peculiare consistente in una sequenza di piccolissimi fori che congiungevano, nelle composizioni 
architettoniche, i punti principali.

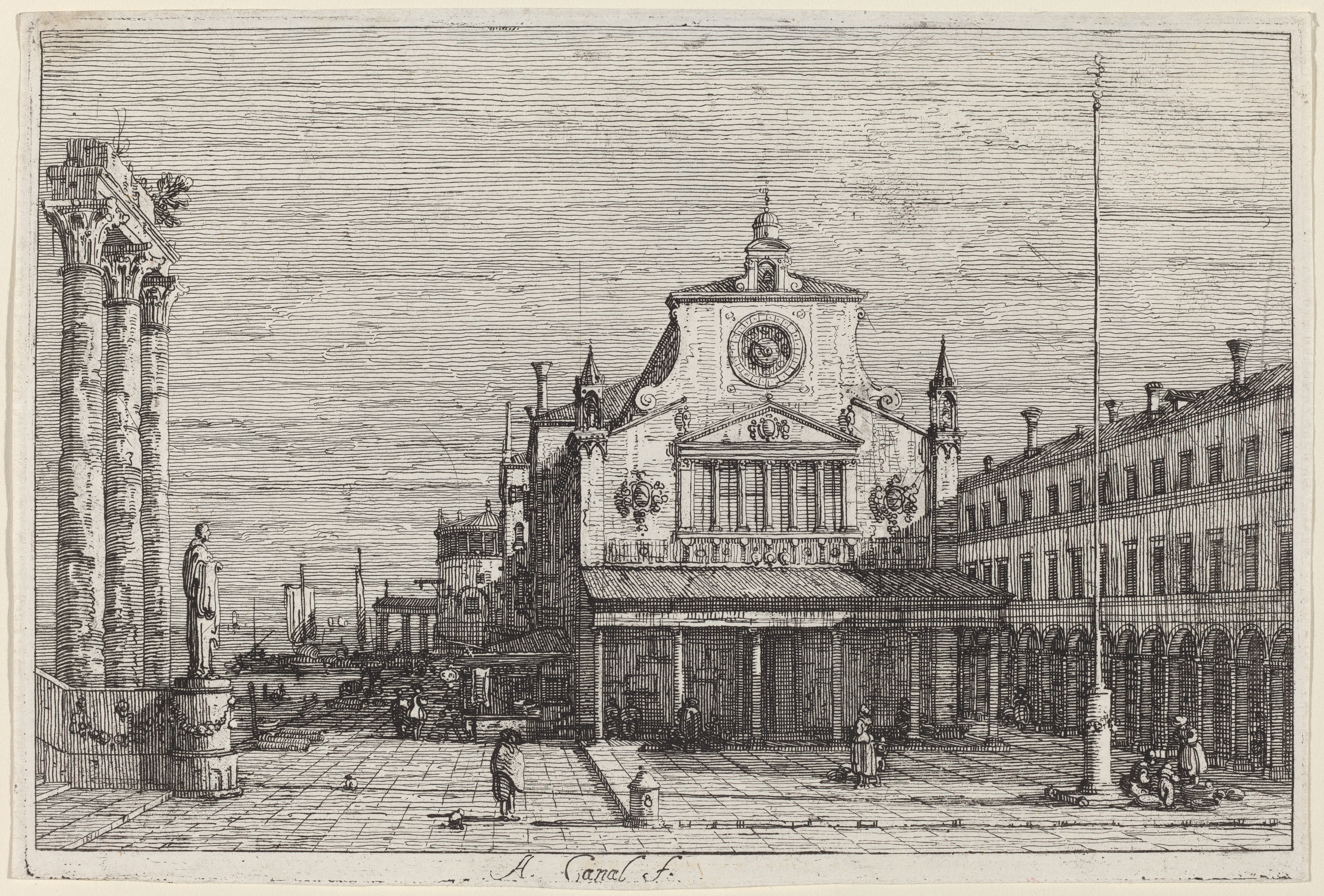
Veduta fantastica di San Giacomo di Rialto, 1744, acquaforte, incisione 137x210 mm, lastra 143x214 mm

L'attività incisioria del Canaletto iniziò più tardi, si suppone nel 1735  oppure nel 1740 e si concluse con la sua partenza per l'Inghilterra. Caratteristico delle sue incisioni è il modo di intagliare assai prossimo a quello di «certi disegni, a tratti brevi, nervosi, schizzati di getto con fresca e brillante disinvoltura». La tecnica di rendere i volumi con linee parallele evitando i tratti incrociati è probabilmente mutuata dalle precedenti esperienze del Visentini. Lo trasforma però in l'espediente in uno strumento espressivo. Del limitato numero di acqueforti sono da segnalare le trentuno raccolte nell'album pubblicato nel 1744 con una dedica all’amico e committente Joseph Smith neo console britannico a Venezia riportata sul bel frontespizio.

## Critica
La fortuna critica dell'artista ha conosciuto fasi alterne: ci sono stati e ci sono critici che lo apprezzano incondizionatamente, mentre altri si sono espressi nei suoi confronti in modo poco tenero; secondo questi il Canaletto non sarebbe stato altro che un "pittore-fotografo", un meccanico riproduttore della realtà circostante.
Il primo a dare un giudizio su Canaletto fu Anton Maria Zanetti, erudito veneziano: in una sua opera del 1733, intitolata Descrizione di tutte le pubbliche pitture della città di Venezia e isole circonvicine, lo definisce come "pittor di vedute, al quale e nella intelligenza e nel gusto e nella verità, pochi tra gli scorsi e nessuno tra i presenti si può trovare che si accostino". Un altro contemporaneo, Charles de Brosses, scrive nelle sue Lettere familiari del 1739 che la specialità di Giovanni Antonio Canal "è di dipingere le vedute di Venezia; in questo genere supera tutto ciò che è mai esistito. La sua maniera è luminosa, gaia, viva, trasparente e mirabilmente minuziosa".
Luigi Lanzi nella sua famosa Storia pittorica dell'Italia del 1831 afferma che l'artista "usa qualche libertà pittoresca, sobriamente però e in modo che il comune degli spettatori vi trova natura e gl'intendenti vi notan arte", arte che secondo Lanzi il Canaletto "possedé in grado eminente".
L'Ottocento si dimostra il secolo in cui l'opinione dei critici scende ai "minimi storici"; l'arte di Canaletto viene letteralmente stroncata da John Ruskin nella sua opera Modern painters, uscita in quattro edizioni (la prima nel 1843). Ruskin afferma: "Il manierismo di Canaletto è il più degradato che io conosca in tutto il mondo dell'arte. Esercitando la più servile e sciocca imitazione, esso non imita nulla se non la vacuità delle ombre, e ne offre singoli ornamenti architettonici, per quanto esatti e prossimi [...]: si tratta di un piccolo, cattivo pittore".
Niccolò Tommaseo, nella sua opera Bellezza e civiltà del 1857, propone un ritratto singolare del pittore veneziano, cercando di non sbilanciarsi troppo: "negare lode a tale artista, vissuto in tempi sì miseri, che quando l'arte periva per ogni dove, aggiunse all'Italia una novella corona, sarebbe ingiustizia; ma soprabbondare nelle lodi, e quello ch'egli toccò, dire il sommo dell'arte, sarebbe stoltezza". Tommaseo conclude affermando che "il Canaletto, artista valente, non è che una porzione d'artista": questo perché secondo Tommaseo "l'arte è nata non già per essere imitatrice dell'arte [...] ma per illustrare la natura e rinnovarla d'affetto generoso". Tommaseo cerca di riconoscere al Canaletto il merito di essere stato un artista sincero in tempi corrotti, ma comunque sottolinea tutti i limiti della pittura vedutista, in modo particolare delle vedute di architetture.
Gino Damerini, nella monografia del 1912 dedicata a Francesco Guardi, riconosce la superiorità di quest'ultimo nei confronti di Canaletto: "Guardi, infatti, si impadronisce del nostro spirito quando già il nostro spirito trova Canaletto antiquato o soverchiamente rigido". Più positiva è l'interpretazione di Gino Fogolari, che nell'opera Il Settecento italiano del 1932 scrive che "nel dare significato alle vedute e nel taglio del quadro e nella prospettiva, è un costruttore, come è un poeta della luce nel rattenerne nelle lontananze tutta la chiarità solare".
A partire dalla seconda metà del Novecento i giudizi sull'arte di Canaletto iniziano a diventare sempre più positivi, a cominciare da quello di Roberto Longhi che nel 1946 lo chiama "il grande Antonio Canal". Nel 1967 Pietro Zampetti, nell'opera Vedutisti veneziani del Settecento, descrive il Canaletto come il primo vero vedutista, per via della sua nuova forza e del suo nuovo senso della natura: "Finalmente nasce la veduta pura, la realtà schietta e sincera, il senso delle cose scrutate nella loro essenza più vera e profonda". In seguito vari storici dell'arte cominciano a prendere le distanze dalla critica che vede il Canaletto come un "pittore-fotografo": ad esempio, nel 1974 André Corboz afferma che "la supervalutazione del valore "oggettivo" di Canaletto è stata la conseguenza di una mentalità positivista della quale la critica ha da molto tempo sottolineato le insufficienze". La linea che valuta il rigorismo prospettico di Canaletto in chiave positiva trova riscontro anche negli sviluppi più recenti della critica: "Il rigore di un preciso telaio prospettico, uno spazio liberamente inteso, preciso nei particolari ma non fedele al vero, una pittura sciolta in un soffio di poesia personalissima" sono le caratteristiche dell'arte di Canaletto secondo Alessandro Bettagno.
Gérard Genette individua in Canaletto due livelli: un “primo livello”, quello dei motivi di ammirazione più ovvi e immediati – per esempio, la seduzione principale dell'oggetto dipinto (“bel” paesaggio, modello affascinante) – e un secondo, quello che riguarda un oggetto che nulla segnalerebbe all'ammirazione estetica, a priori e indipendentemente dal fatto che il pittore lo riproduce per mezzo del proprio trattamento pittorico. La “secondarietà” specifica, per Genette, che predilige il "Laboratorio dei marmi a San Vidal" al "Ritorno del Bucintoro", dipende dalla secondarietà generale che consiste nel preferire, in ogni caso, agli oggetti immediatamente seducenti ciò che Arthur Danto ha, in una prospettiva diversa, chiamato la “trasfigurazione del banale”, cioè il modo in cui l'arte del pittore si esercita e si manifesta su di un oggetto che l'osservatore profano avrebbe forse giudicato meno degno della sua attenzione e del suo interesse.

## Opere
(elenco parziale)

### Inizi
- Tempio di Antonino e Faustina, 1720 circa, olio su tela, 148×200 cm, Budapest, Museo di Belle Arti
- Santa Maria di Aracoeli e il Campidoglio, 1720 circa, olio su tela, 148×200 cm, Budapest, Museo di Belle Arti
- Il canal Grande verso Rialto, 1723 circa, olio su tela, 144×207 cm, Venezia, Ca' Rezzonico, Museo del Settecento Veneziano
- Rio dei Mendicanti, 1723-1724, olio su tela, 143×200 cm, Venezia, Ca' Rezzonico, Museo del Settecento Veneziano

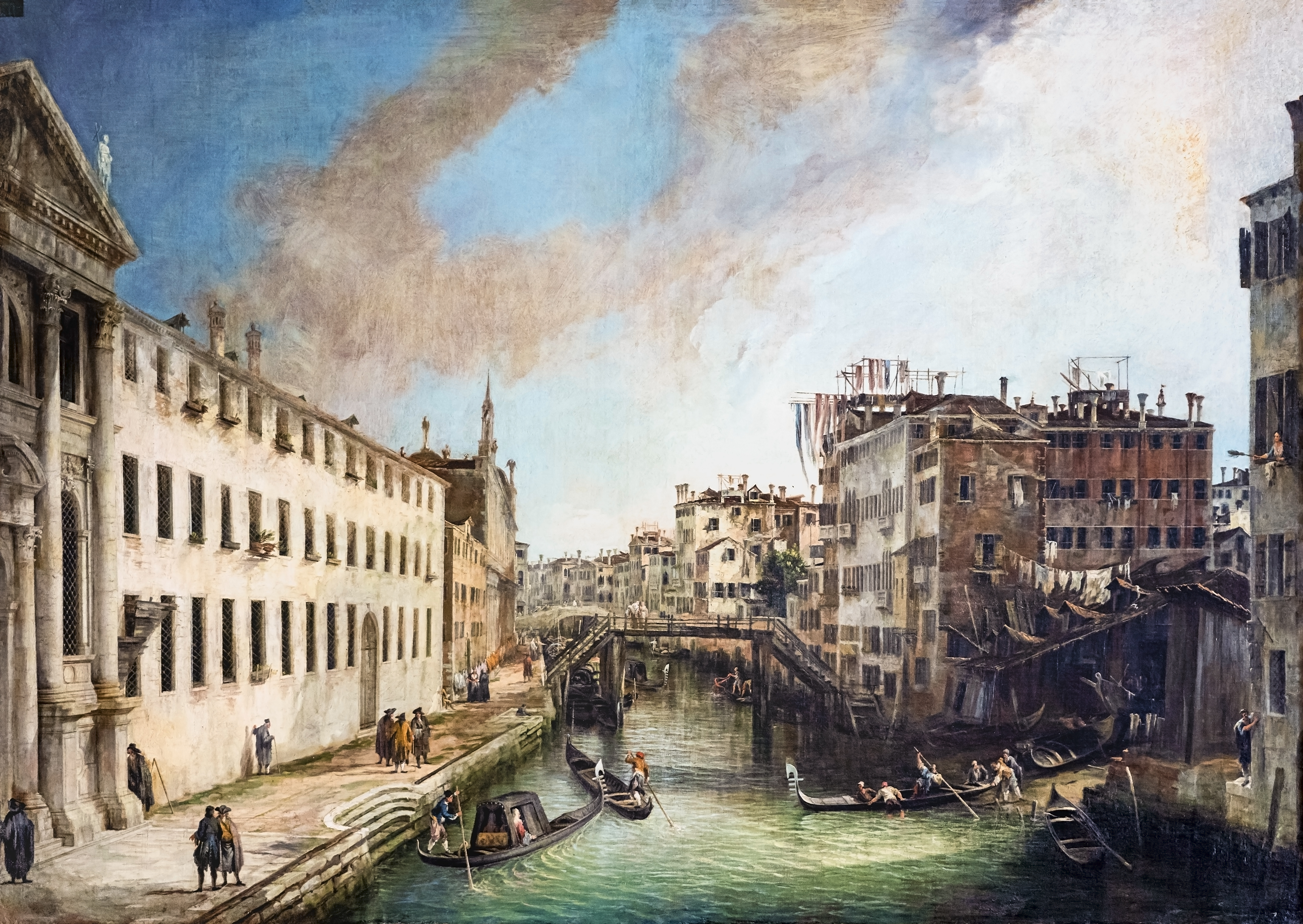
Canaletto, Rio dei Mendicanti, 1723-1724, Venezia, Ca' Rezzonico

- Bacino di San Marco dalla Giudecca, 1723 circa, 141×154 cm, Cardiff, National Gallery of Wales
- Piazza San Marco verso la Basilica, 1723, 141×204 cm, Madrid, Museo Thyssen-Bornemisza
- Rio dei Mendicanti, 1723, 143×200 cm, Venezia, Ca' Rezzonico Museo del Settecento Veneziano
- Il Palazzo Ducale, 1725, olio su tela, 65×86 cm, Columbus, Columbus Museum of Art
- San Giovanni dei Battuti a Murano, 1725 circa, olio su tela, 66×127 cm, San Pietroburgo, Ermitage
- Il Canal Grande dalle prossimità del ponte di Rialto verso nord, 1725, olio su tela, 91x135 cm, Torino, Pinacoteca Giovanni e Marella Agnelli
- San Cristoforo, San Michele e Murano dalle Fondamenta Nuove, 1725 circa, olio su tela, 66×127 cm, San Pietroburgo, Ermitage
- Il Canal Grande da nord-est verso il Ponte di Rialto, 1725 circa, olio su tela, 146×234 cm, Dresda, Gemäldegalerie
- Cortile dello scalpellino, 1725 circa, olio su tela, 123,8x162,9 cm, Londra, National Gallery
- Campo Santi Giovanni e Paolo e Scuola Grande di San Marco, 1725 circa, olio su tela, 125×165 cm, Dresda, Gemäldegalerie
- San Giacomo di Rialto, 1725-26, olio su tela, 95×117 cm, Dresda, Gemäldegalerie
- La Punta della Dogana, 1726-28, olio su tela, 46×62 cm, Vienna, Kunsthistorisches Museum
- Riva degli Schiavoni da ovest, 1726-28, olio su tela, 46×62 cm, Vienna, Kunsthistorisches Museum

### Periodo maturo
- Il Bucintoro al Molo il giorno dell'Ascensione, 1729, olio su tela, 53×70 cm, Barnard Castle, Bowes Museum
- Arrivo dell'ambasciatore francese a Venezia, 1730 circa, 181×260 cm, San Pietroburgo, Ermitage
- Riva degli schiavoni verso est, 1730, olio su tela, 58×101 cm, collezione privata
- Il Canal Grande e la chiesa di Santa Maria della Salute, 1730, olio su tela, 49×72 cm, Houston, Museum of Fine Arts
- Piazza San Marco, 1730 circa, olio su tela, 68×112 cm, New York, Metropolitan Museum
- Il fonteghetto della farina, 1730 circa, olio su tela, 66×112 cm, collezione privata
- Canal Grande, 1728-1730, olio su tela, 45x73 cm, Firenze, Uffizi
- Il Canal Grande, 1730 circa, olio su tela, 61×90 cm, Bergamo, Accademia Carrara
- Il Bacino di San Marco verso est, 1730 circa, 125×204 cm, Boston, Museum of Fine Arts
- La riva degli Schiavoni, 1730-31, olio su tela, 46×63 cm, Vienna, Kunsthistorisches Museum
- Il Canal Grande da Santa Maria della Carità al Bacino di San Marco, 1730-33, olio su tela, 48×80 cm, Windsor, Royal Collection
- Regata sul Canal Grande, 1732 circa, olio su tela, 77×126 cm, Windsor, Royal Collection
- Il Bucintoro al Molo il giorno dell'Ascensione, 1732 circa, olio su tela, 77×126 cm, Windsor, Royal Collection
- Interno di San Marco di notte, 1733 circa, 33×22 cm, Windsor, Royal Collection
- La Piazzetta, 1733-35, olio su tela, 68×91 cm, Roma, Galleria Nazionale d'Arte Antica
- Il Canal Grande dal Ponte di Rialto verso ca' Foscari, olio su tela, 69×94 cm, Roma, Galleria Nazionale d'Arte Antica
- Dolo sul Brenta, 1730-35 circa, olio su tela, 80×96 cm, Stoccarda, Staatsgalerie
- Il Bacino di San Marco, 1730-35, olio su tela, 54×71 cm, Milano, Pinacoteca di Brera
- Il Molo dal Bacino di San Marco, 1735 circa, olio su tela, 47×81 cm, Parigi, Louvre
- Piazza San Marco verso la Basilica, 1735 circa, olio su tela, 76×114 cm, Cambridge, Fogg Art Museum
- Venezia in scena, 1735 circa, olio su tela, 117×187 cm, Londra, National Gallery
- Il doge alla festa di San Rocco, 1735 circa, olio su tela, 147×199 cm, Londra, National Gallery
- Piazza San Marco verso la chiesa di San Geminiano, 1735 circa, olio su tela, 68×93 cm, Roma, Galleria Corsini
- Il Ponte di Rialto da sud, 1735 circa, olio su tela, 68×92 cm, Roma, Galleria Corsini
- Veduta del Canal Grande, 1735 circa, olio su tela, 73×129 cm, Colonia, Wallraf-Richartz Museum
- Piazza San Marco, angolo nord-est, 1735-37, olio su tela, 132×165 cm, Ottawa, National Gallery of Canada
- Il Canal Grande verso sud-ovest, 1738 circa, 124×204 cm, Londra, National Gallery
- Riva degli Schiavoni verso est, 1738-40, 110×185 cm, Milano, Pinacoteca del Castello Sforzesco
- Il Molo verso la Zecca con la colonna di San Teodoro, 1738-40, 110×185 cm, Milano, Pinacoteca del Castello Sforzesco
- Piazza San Marco verso sud-est, 1735-40, olio su tela, 114×153 cm, Washington, National Gallery of Art
- Il Brenta a Padova, 1735-40, olio su tela, 62×109 cm, Washington, National Gallery of Art
- Il Bacino dalla Giudecca, 1740 circa, 130×191 cm, Londra, Wallace Collection
- Veduta del bacino di San Marco dalla punta della Dogana, 1740-45, olio su tela, 53x70 cm, Milano, Pinacoteca di Brera
- Il Pra della Valle in Padova, 1742 circa, 39×87 cm, Milano, Museo Poldi Pezzoli

### Dipinti inglesi
- Il Tamigi con la Cattedrale di St. Paul il giorno di Lord Mayor, 1746, olio su tela, 38x27 cm, Praga, Collezione Lobkowicz
- Westminster Bridge, 1746, olio su tela, 96×137 cm, New Haven, Yale Center for British Art
- Veduta del Tamigi e della City da un arco di Westminster Bridge, 1746-47, olio su tela, 57×95 cm, Collezione privata
- Il Tamigi e la City, 1746-47, olio su tela, Praga, Galleria Nazionale
- Il Tamigi e la CIty da Richmond House, 1747, olio su tela, 105×117 cm, Collezione privata
- Warwick Castle, lato sud, 1748, olio su tela, 75×120 cm, Madrid, Museo Thyssen-Bornemisza
- Il parco di Badminton da Badminton House, 1748-49, olio su tela, 86×122 cm, Badminton House, Collezione del Duca di Beaufort
- La casa della vecchia guardia, 1749, olio su tela, 122×249 cm, St.James Park-Basingstoke, Collezione del conte di Malmesbury
- L'Abbazia di Westminster con la processione dell'Ordine del Bagno, 1749, olio su tela, 99×101 cm, Londra, Abbazia di Westminster
- Warwick Castle, lato est, 1751, olio su tela, 73×122 cm, Birmingham, City Museum and Art Gallery
- La rotonda di Ranelagh, 1754, olio su tela, 46×75 cm, Londra, National Gallery
- Eton College Chapel, 1754 circa, olio su tela, 61×107 cm, Londra, National Gallery
- Walton Bridge, 1754, olio su tela, 48×76 cm, Londra, Dulwich Picture Gallery

### Ultimi anni
- Palazzo Ducale e Piazza San Marco, 1755 circa, 51×83 cm, Firenze, Uffizi
- Il Canal Grande verso sud-est da Campo Santa Sofia al Ponte di Rialto, 1756 circa, olio su tela, 119×185 cm, Berlino, Staatliche Museen
- Capriccio con rovine ed edifici classici, 1756 circa, olio su tela, 91×124 cm, Milano, museo Poldi Pezzoli
- Capriccio palladiano, 1756-59, olio su tela, 56×79 cm, Parma, Galleria Nazionale di Parma
- Piazza San Marco verso sud-ovest, 1755-59, 67×102 cm, Hartford, Wadsworth Atheneum
- Piazza San Marco verso est dall'angolo di nord-ovest, 1760 circa, olio su tela, 46×38 cm, Londra, National Gallery
- Piazza San Marco verso est dall'angolo di sud-ovest, 1760 circa, olio su tela, 45×35 cm, Londra, National Gallery
- La veglia notturna all'arzere di Santa Marta, 1760 circa, olio su tela, 119×187 cm, Berlino, Staatliche Museen
- La veglia notturna a San Pietro di Castello, 1760 circa, olio su tela, 119×187 cm, Berlino, Staatliche Museen
- Il Campo di Rialto, 1758-63 circa, olio su tela, 119×186 cm, Berlino, Staatliche Museen
- Prospettiva con portico, 1765, olio su tela, 131×93 cm, Venezia, Gallerie dell'Accademia
- Capriccio con torre ed edificio gotico in distanza sulla laguna, fine del XVIII secolo, La Spezia, Museo civico Amedeo Lia